# Лятно тръшване (1999)
Лятно тръшване (1999) (на английски: SummerSlam) е дванадесетото годишно pay-per-view събитие от поредицата Лятно тръшване, продуцирано от Световната федерация по кеч (WWF). Събитието се провежда на 22 август 1999 г. в Минеаполис, Минесота.

## Резултати
| №                                         | Резултати                                                                                   | Правила                                                                                   | Време |
| ----------------------------------------- | ------------------------------------------------------------------------------------------- | ----------------------------------------------------------------------------------------- | ----- |
| 1                                         | Джеф Джарет (с Дебра) побеждава Д'Ло Браун (ш)                                              | Индивидуален мач за Интерконтиненталната титла на WWF и Европейската титла на WWF         | 07:27 |
| 2                                         | Дяконите (Брадшоу и Фарук) последни елиминират Братовчедите Холи (Краш Холи и Хардкор Холи) | Отборен елиминационен мач за определяне #1 претенденти за Световните отборни титли на WWF | 16:13 |
| 3                                         | Ал Сноу поб. Биг Бос Мен (ш)                                                                | Хардкор мач за Хардкор титлата на WWF                                                     | 07:27 |
| 4                                         | Айвъри (ш) поб. Тори                                                                        | Индивидуален мач за Титлата при жените на WWF                                             | 04:08 |
| 5                                         | Кен Шамрок поб. Стив Блекман                                                                | Мач с оръжия лъвска бърлога                                                               | 09:06 |
| 6                                         | Тест поб. Шейн Макмеън                                                                      | Гринуичски Уличен бой                                                                     | 12:04 |
| 7                                         | Нечестивият съюз (Грамадата и Гробаря) (с Пол Беърър) поб. Кейн и Екс Пак (ш)               | Отборен мач за Световните отборни титли на WWF                                            | 12:01 |
| 8                                         | Скалата поб. Били Гън                                                                       | Мач Целуни ме отзад                                                                       | 10:12 |
| 9                                         | Менкайнд поб. Ледения Стив Остин (ш) и Трите Хикса (с Чайна)                                | Мач Тройна заплаха за Титлата на WWF с Джеси Вентура като специален гост съдия            | 16:23 |
| - (ш) – указва шампиона/шампионите в мача |                                                                                             |                                                                                           |       |